# Schürfzug

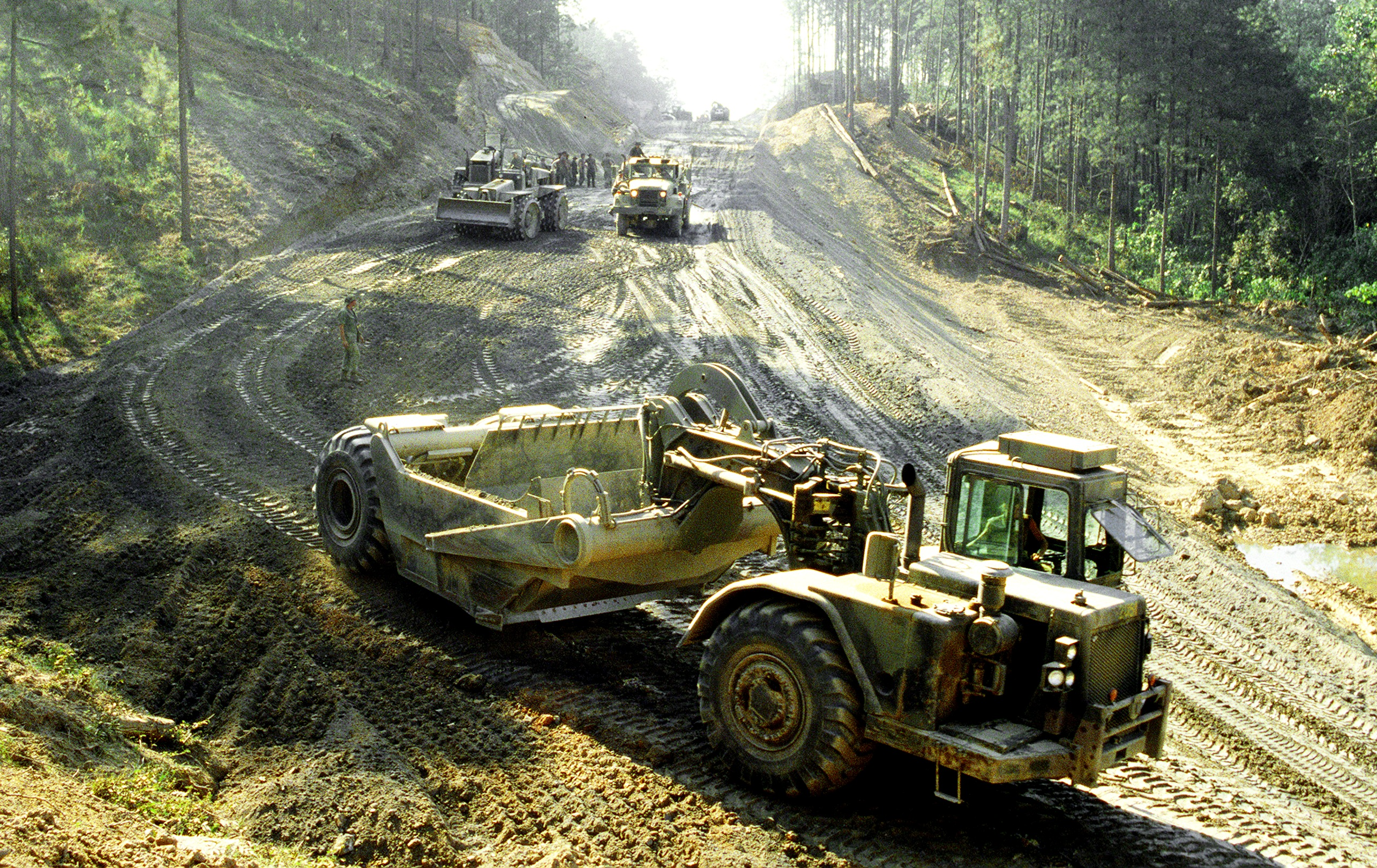
US-amerikanischer Schürfzug

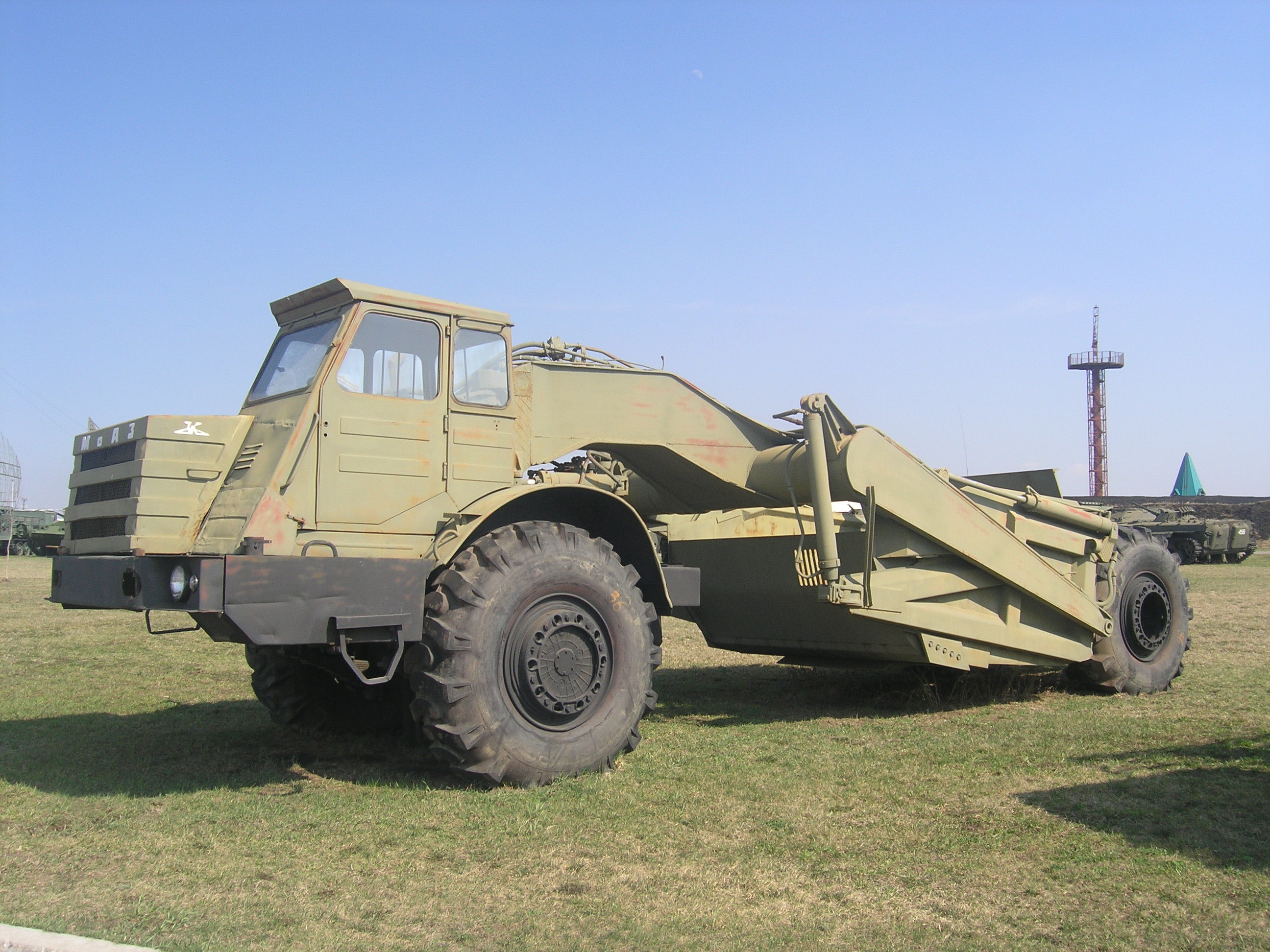
Der MoAZ-D546P kam in der NVA zum Einsatz

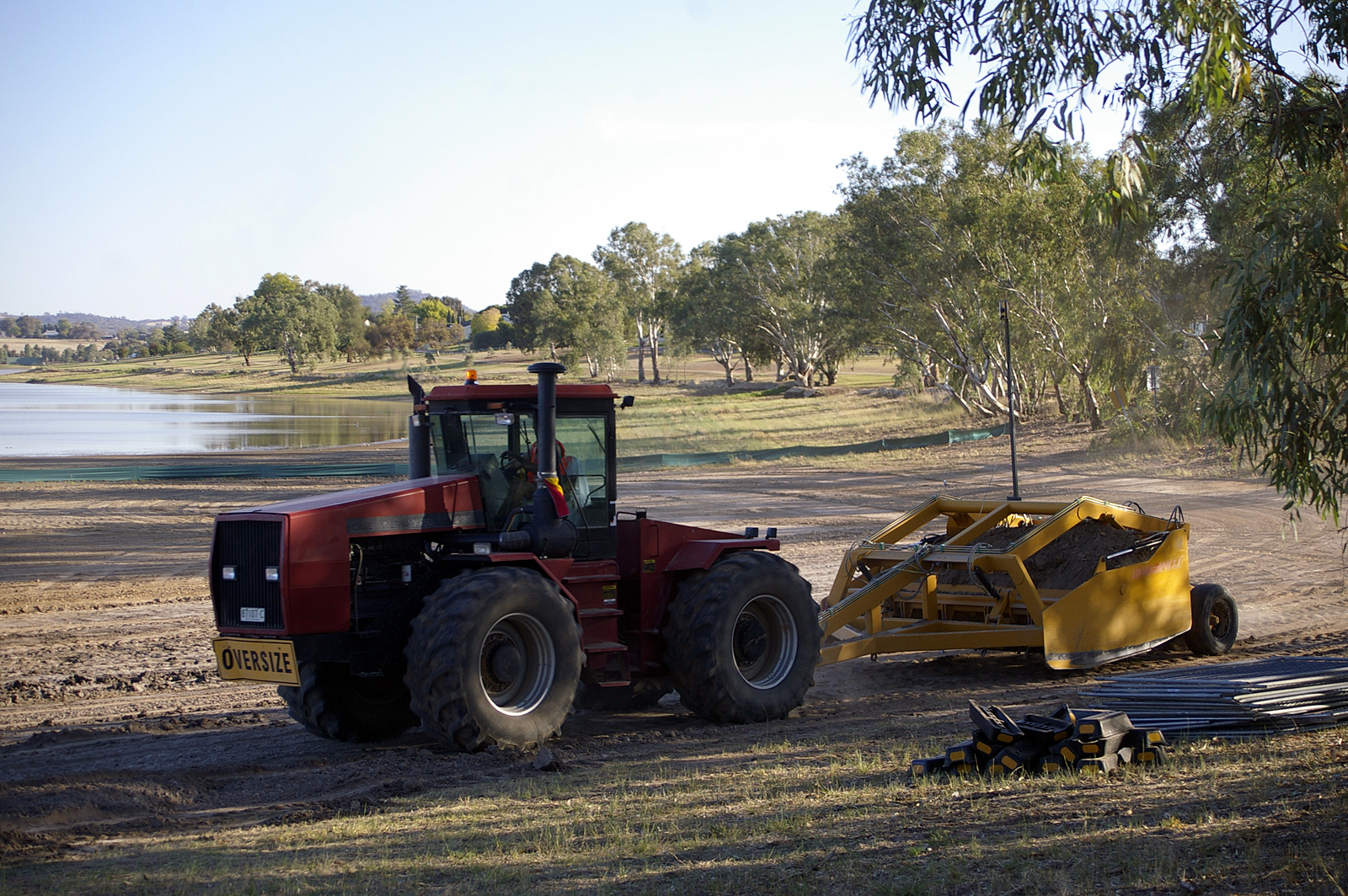
Traktoren mit Schürfkübeln werden häufig an Sandstränden eingesetzt

Der Schürfzug (auch Motorschürfwagen, Motorschrapper oder Scraper) ist ein Gerät zum Abtragen, Transportieren und Aufschütten von Erdreich. Der Schürfzug wurde in den 1930er Jahren von Robert Gilmour LeTourneau in den USA erfunden.

## Aufbau
Motor-Schürfzüge bestehen aus Vorder- und Hinterwagen. Auf dem Vorderwagen befindet sich der Fahrerplatz und zumindest ein Antriebsmotor (bei einmotorigen Maschinen), der auf die Räder der Vorderachse wirkt. Der Hinterwagen besteht im Wesentlichen aus dem hydraulisch verstellbaren Schürfkübel und der hinteren Achse. Bei zweimotorigen Ausführungen befindet sich auf dem Hinterwagen ein weiterer Antriebsmotor, der auf die Hinterachse wirkt (Doppelmotor-Schürfzug, Allrad-Antrieb). Beide Fahrzeugteile sind mit einem hydraulisch angetriebenen Gelenk verbunden (Knicklenkung). 
Schürfzüge können je nach Bauart Material im Volumen von 8 bis 34 m³ aufnehmen. Die Motorleistungen liegen zwischen ca. 140 und 470 kW. Die Maximalgeschwindigkeit beträgt bis zu 50 km/h.
Frühe Schürfzüge (der 30er bis 50er Jahre) waren statt mit Hydraulik mit komplexen Seilzügen ausgestattet. Bei frühen Formen bestand der Vorderwagen noch aus einer Art übergroßem Traktor als Zugfahrzeug, bevor dessen kleinere Vorderachse weggelassen wurde und die heute bekannte Form mit Knicklenkung entstand.
Eine Variante sind sogenannte Elevator-Schürfzüge (Förderschürfzüge), bei denen die Aufnahme der Erde in den Kübel durch einen speziellen Fördermechanismus (bandartig geführte „Balken“ aus Stahl) unterstützt wird.

## Wirkungsweise
Zum Aufnehmen der Erdmassen wird der Schürfkübel mittels Hydraulik abgesenkt. Durch die Vorwärtsfahrt der Maschine wird mittels der Schneide des Schürfkübels Erde gelöst und in den Kübel hineingeschoben. Nach der Füllung wird der Kübel angehoben und mittels einer ebenfalls hydraulisch bewegten Vorderwand (Kübeltor) geschlossen. Sodann fährt die Maschine zur Entladestelle, das Kübeltor wird geöffnet, und durch Vorschieben der hinteren Kübelwand wird das Erdmaterial während der langsamen Weiterfahrt wieder ausgestoßen und dabei flächig verteilt.

## Verwendung
Bei einmotorigen Schürfzügen reicht die Zugkraft in der Regel nur zum Fahren, nicht aber zum Schürfen (da nur zwei Räder angetrieben), zumindest in festeren Böden. Daher werden diese Maschinen während des Schürfvorganges in der Regel durch Planierraupen unterstützt, die den Schürfzug hinten mittels einer dafür gedachten, gefederten Druckplatte über ihr Planierschild schieben (Schubhilfe, Push-Raupe). 
Eine weitere Variante ist das Kuppeln von mehreren Schürfzügen während des Schürfens, die nacheinander befüllt werden, so dass dabei die Kraft aller Fahrzeuge zur Verfügung steht (sog. Push-Pull Scraper). Die Maschinen sind dazu mit entsprechenden gefederten Kuppelvorrichtungen ausgerüstet, die vom Fahrerplatz aus hydraulisch verbunden und gelöst werden können; nach dem kraftaufwändigen Schürfen trennen sich die Fahrzeuge und fahren getrennt zur Entladestelle.
Eine weitere Bauart sind Anhängeschürfwagen ohne eigenen Motor, die von Planierraupen oder starken Radtraktoren gezogen werden.
Bei felsigem, sehr hartem Boden, aber auch bei Nässe und Schlamm sind Schürfzüge nur sehr bedingt einsetzbar. 

## Verbreitung
Die typischen Hersteller von Schürfzügen waren bzw. sind US-Unternehmen wie Caterpillar, IHC, Euclid/Terex, John Deere, Le Tourneau und Allis-Chalmers.
Als einziges deutsches Unternehmen haben die Kasseler Henschelwerke Schürfzüge nach amerikanischem Muster gebaut, die jedoch keine nennenswerte Verbreitung fanden. Auch Komatsu aus Japan baut bis heute Schürfzüge.
Insbesondere seit dem Aufkommen der Hydraulikbagger ist der Einsatz von Schürfzügen bei Erdbewegungen jedoch stark rückläufig, auch in den USA, dem Stammland der Schürfzüge. Dort spielte diese Maschinengattung stets eine viel größere Rolle als in Europa.